# Larraingoa
Larraingoa es una localidad perteneciente al municipio de Erro, en la Comunidad Foral de Navarra, España.